# Хуан де ла Крус (баскетболіст)
Хуан де ла Крус (ісп. Juan de la Cruz, 6 лютого 1954) — аргентинський баскетболіст.
Срібний призер Олімпійських Ігор 1984 року, учасник 1980 року.
Срібний призер Чемпіонату Європи 1983 року.